# Tytthonyx turquinoensis
Tytthonyx turquinoensis es una especie de coleóptero de la familia Cantharidae.

## Distribución geográfica
Habita en Cuba.